# Aminata Diouf
Aminata Diouf (sinh ngày 18 tháng 2 năm 1977) là một vận động viên người Sénégal chuyên về các nội dung chạy nước rút. Cô hai lần thi đấu tại Thế vận hội, vào năm 2000 và 2004.

## Thành tích giải đấu
| Năm                  | Giải đấu                     | Địa điểm                           | Thứ hạng             | Nội dung             | Chú thích            |
| Representing Sénégal | Representing Sénégal         | Representing Sénégal               | Representing Sénégal | Representing Sénégal | Representing Sénégal |
| -------------------- | ---------------------------- | ---------------------------------- | -------------------- | -------------------- | -------------------- |
| 1995                 | African Junior Championships | Bouaké, Ivory Coast                | 6th                  | 100 m                | 12.56                |
| 1995                 | African Junior Championships | Bouaké, Ivory Coast                | 5th                  | 200 m                | 25.43                |
| 1999                 | Universiade                  | Palma de Mallorca, Spain           | 6th                  | 100 m                | 11.37                |
| 1999                 | Universiade                  | Palma de Mallorca, Spain           | 4th                  | 200 m                | 23.37                |
| 1999                 | World Championships          | Seville, Spain                     | 38th (h)             | 100 m                | 11.65                |
| 1999                 | World Championships          | Seville, Spain                     | 10th (h)             | 4x400 m relay        | 3:30.99              |
| 1999                 | All-Africa Games             | Johannesburg, South Africa         | 10th (sf)            | 100 m                | 11.81                |
| 2000                 | Olympic Games                | Sydney, Australia                  | 46th (h)             | 100 m                | 11.65                |
| 2000                 | Olympic Games                | Sydney, Australia                  | 13th (h)             | 4x400 m relay        | 3:28.02              |
| 2001                 | Universiade                  | Beijing, China                     | 11th (sf)            | 200 m                | 24.02                |
| 2002                 | African Championships        | Radès, Tunisia                     | 5th (h)              | 100 m                | 11.37                |
| 2003                 | World Championships          | Paris, France                      | 7th (h)              | 4x400 m relay        | 3:28.37              |
| 2003                 | All-Africa Games             | Abuja, Nigeria                     | 8th (sf)             | 100 m                | 11.58                |
| 2003                 | All-Africa Games             | Abuja, Nigeria                     | 3rd                  | 4x100 m relay        | 45.42                |
| 2004                 | African Championships        | Brazzaville, Republic of the Congo | 5th (sf)             | 200 m                | 23.34                |
| 2004                 | African Championships        | Brazzaville, Republic of the Congo | 3rd                  | 4x100 m relay        | 45.21                |
| 2004                 | Olympic Games                | Athens, Greece                     | 16th (h)             | 4x400 m relay        | 3:35.18              |
| 2005                 | World Championships          | Helsinki, Finland                  | 9th (h)              | 4x400 m relay        | 3:29.03              |
| 2006                 | African Championships        | Bambous, Mauritius                 | 4th                  | 4x100 m relay        | 47.22                |
| 2007                 | All-Africa Games             | Algiers, Algeria                   | 10th (sf)            | 100 m                | 11.67                |
| 2007                 | All-Africa Games             | Algiers, Algeria                   | 11th (sf)            | 200 m                | 23.92                |
| 2007                 | All-Africa Games             | Algiers, Algeria                   | 4th                  | 4x100 m relay        | 45.26                |
| 2008                 | African Championships        | Addis Ababa, Ethiopia              | 3rd (sf)             | 100 m                | 11.46                |
| 2008                 | African Championships        | Addis Ababa, Ethiopia              | 5th (h)              | 4x100 m relay        | 45.70                |